# Морамо (Србија)
Морамо (стилизовано Морамо) била је политичка коалиција у Србији, која је учествовала на Општим изборима 2022.
Првобитно је основана у новембру 2021. када су Заједно за Србију (ЗЗС), Не давимо Београд (НДБ) и Еколошки устанак (ЕУ) потписали споразум о учешћу на 0пштим изборима 2022. на заједничкој листи. У јануару 2022. званично је формирана коалиција. Њени представници су раније одиграли значајну улогу током еколошких протеста 2021—2022. Освојила је 4,7% гласова и успела да пређе цензус, док је њен председнички кандидат Биљана Стојковић освојила 3,3% гласова.
Након избора, део коалиције се трансформисао у политичку странку Заједно у јуну 2022, док је коалиција Морамо престала да постоји. Током периода кампање 2022. Морамо се истакао као „коалиција зелене левице”. Коалиција је добила подршку од странака повезаних са Европском зеленом странком и Партијом европске левице.

## Историја

### Позадина
Током почетка еколошких протеста у јануару 2021. Александар Јовановић Ћута, члан „Одбранимо реке Старе планине”, почео је да добија на популарности због учешћа у протестима и његовог еколошког активизма. Он је у марту 2021. најавио да планира да у априлу организује протест „Еколошки устанак”, у коме је на крају учествовало 60 еколошких организација. Протести су касније настављени у септембру, уз више ангажовања странке Заједно за Србију (ЗЗС) и покрета Не давимо Београд (НДБ). Утицај протеста је растао током новембра и децембра, када је број демонстраната постао много већи. Иако је број демонстраната 2022. постао мањи, протести су организовани до 15. фебруара.

### Оснивање
Небојша Зеленовић, вођа ЗЗС, најавио је у јуну 2021. оснивање „Акције”, политичке групе око 28 еколошких грађанских група које подржавају „Зелени споразум Србије”. Током еколошких протеста у новембру вођа НДБ Добрица Веселиновић, Зеленовић и Ћута најавили су оснивање заједничке листе за предстојеће опште и изборе за одборнике Скупштине града Београда. Медији су коалицију називали „Зелено-леви блок”. Формализована је 19. јануара, када је јавности саопштено да је коалиција званично основана. Током представљања најављено је да ће Зеленовић предводити парламентарну листу, Веселиновић листу за одборнике Скупштине града Београда, док је договорено да Ћута буде први на парламентарној листи. Они су такође изразили подршку заједничком опозиционом кандидату за председничке изборе. Зеленовић је навео да су „главне организације које су део коалиције ’Морамо’ аплицирале за чланство у европским зеленим, а да је све почело од шпанског Подемоса”.

### Избори 2022. и последице
Коалиција је кампању започела у Горњим Недељицама, а 27. фебруара су прогласили Биљану Стојковић за свог председничког кандидата. Кампању је водила по градовима широм Србије, док је последњи митинг одржан у Крагујевцу. Словеначка политичка странка Левица је крајем марта изјавила да подржава коалицију. Коалиција је освојила 4,7% гласова и 13 мандата у Народној скупштини, док је њен председнички кандидат освојио 3,3% гласова. Ћута је у мају изјавио да ће заједно са Зеленовићем 11. јуна одржати оснивачку скупштину како би се открило стварање заједничке политичке странке. Спекулисало се и да ће у коалицију ући и Демократска странка. Странка је јавности представљена као Заједно, са три вође.

## Идеологија и позиција
Коалицију већински чини странка Заједно за Србију која је позиционирана на левом центру, Не давимо Београд на левици, као и покрет Еколошки устанак који истичу своју подршку зеленој политици. Они су на оснивачкој конференцији изјавили да ће заступати зелено-леве вредности, као и да су неки од њихових главних циљева одустајање од плана предузећа Rio Tinto да ископава литијум у Србији и да победи Српску напредну странку на изборима 2022. године. Зеленовић је навео и да је „неопходно да се Србија укључи у зелене трансформације, иначе би остала место за прљаве технологије, јефтину радну снагу, колонија”, те да Србија треба да буде више оријентисана ка Европској унији и западном свету. Њене вође су изразиле подршку социјалној правди и основним потребама сваког грађанина, а такође су коментарисале да „морамо превазићи ауторитарне режиме на Балкану”. Описани као „нова лица опозиционе левице”, упоређивани су са хрватском странком Можемо! и црногорском странком Уједињена реформска акција. Сарађује са Европском зеленом коалицијом, као делом Партије европске левице. Коалиција је такође добила подршку немачке Левице, данске Црвено-зелене коалиције и словеначке Левице.

## Чланице
Коалицију такође чине Локални фронт и Форум ромског народа Србије.
| Име | Име                    | Име | Вођа                | Главна идеологија       | Народна скупштина | Скупштина Војводине | Скупштина Београда |
| --- | ---------------------- | --- | ------------------- | ----------------------- | ----------------- | ------------------- | ------------------ |
|     | Заједно                | З   | колективно вођство  | зелена политика         | 8 / 250           | 0 / 120             | 7 / 110            |
|     | Не давимо Београд      | НДБ | Добрица Веселиновић | зелена политика         | 5 / 250           | 0 / 120             | 5 / 110            |
|     | Платформа солидарности | ПС  | колективно вођство  | демократски социјализам | 0 / 250           | 0 / 120             | 1 / 110            |

## Резултати на изборима

### Парламентарни избори
| Година | Вођа              | # гласова | % од важећих | # посланика | Промена | Статус    |
| ------ | ----------------- | --------- | ------------ | ----------- | ------- | --------- |
| 2022.  | Небојша Зеленовић | 178.733   | 4,84%        | 13 / 250    | 13      | опозиција |

### Председнички избори
| Година | Кандидат         | #  | 1. круг — гласови | % од важећих | # | 2. круг — гласови | % од важећих |
| ------ | ---------------- | -- | ----------------- | ------------ | - | ----------------- | ------------ |
| 2022.  | Биљана Стојковић | 6. | 122.378           | 3,30%        | — | —                 | —            |

### Скупштина града Београда
| Година | Вођа                | # гласова | % од важећих | # посланика | Промена | Статус    |
| ------ | ------------------- | --------- | ------------ | ----------- | ------- | --------- |
| 2022.  | Добрица Веселиновић | 99.078    | 11,04%       | 13 / 110    | 13      | опозиција |